# اولاد عدوان
اولاد عدوان (به عربی: أولاد عدوان) یک شهرداری در الجزایر است که در استان سطیف واقع شده‌است.